# Slade
Pour l’article homonyme, voir Slade (homonymie).
 (mars 2018).
Si vous disposez d'ouvrages ou d'articles de référence ou si vous connaissez des sites web de qualité traitant du thème abordé ici, merci de compléter l'article en donnant les références utiles à sa vérifiabilité et en les liant à la section « Notes et références ».
Slade est un groupe de rock britannique, originaire de Walsall et Wolverhampton, dans les Midlands de l'Ouest. Le groupe est formé à la fin des années 1960, initialement de mouvance R&B, sous le nom de « The N'Betweens » et plus tard comme groupe de folk rock sous le nom de « Ambrose Slade ». Il faut attendre le début des années 1970 pour que le groupe rencontre un grand succès en reprenant, dans un style glam rock, une série de chansons populaires.
Slade reste l’un des groupes les plus caractéristiques de la mouvance glam rock. Il était, au sommet de sa gloire, le plus populaire, commercialement parlant, du Royaume-Uni. C'est le groupe qui a récolté le plus de no 1 dans les charts anglais durant les années 1970. Selon le documentaire de la BBC de 1999, It's Slade, Slade a vendu plus de cinquante millions d'albums dans le monde.
De nombreux artistes citent Slade comme une influence, notamment les icônes du grunge rock Nirvana et Smashing Pumpkins, les pionniers du punk rock tels que les Ramones, les Sex Pistols, The Undertones, The Runaways et les Clash, des groupes de glam metal comme Kiss, Mötley Crüe, Poison, Def Leppard, mais aussi les groupes de heavy metal Twisted Sister et Quiet Riot, ou encore les piliers du pop rock The Replacements, Cheap Trick et Oasis.
The Illustrated Encyclopaedia of Music indique que la voix puissante de Noddy Holder, les qualités musicales du guitariste Dave Hill, les vêtements excentriques du groupe ou bien encore les fautes d'orthographe délibérées dans les titres des chansons (comme Cum On Feel the Noize ou Mama Weer All Crazee Now) ont contribué de concert au succès du groupe.

## Biographie
Slade est le plus souvent associé au Black Country, dans le comté de Midlands de l'Ouest, alors que ses membres viennent du Devon et du Staffordshire, de Walsall et Wolverhampton. Le groupe a sorti plus de trente albums, dont trois sont devenus no 1 des charts en Grande-Bretagne, passant au total 315 semaines dans les charts britanniques. Au sommet de sa gloire au début des années 1970, Slade rivalise alors avec des chanteurs ou groupes tels que Wizzard, Sweet, T. Rex, Suzi Quatro, Roxy Music, Gary Glitter ou David Bowie.
Au Royaume-Uni, ils placent onze titres dans le Top-5 en seulement trois ans (1971 à 1974), dont six à la première place — la moitié d'entre eux y parvenant directement dès leur entrée. Des dix-sept Top-20 de Slade entre 1971 et 1976, six deviennent no 1, trois no 2 et deux no 3. Aucune autre formation de l'époque n'a connu un tel succès dans les charts britanniques ni approché de si près les records des Beatles (22 singles au Top-10 dans la décennie 1960). Slade a ainsi vendu plus de singles en Grande-Bretagne que n'importe quel autre groupe des années 1970. En 1973, le single Merry Xmas Everybody s'est vendu, à lui seul, à plus d'un million d'exemplaires, obtenant un disque d'or. Slade fera une tournée en Europe en 1973, puis aux États-Unis en 1974 dans l'espoir de conquérir le marché américain. Malgré un échec conséquent, Slade marque un grand nombre de groupes américains qui dès lors citeront les britanniques comme une de leurs influences.
À la fin des années 1970, le groupe revient en Grande-Bretagne à la suite de plusieurs échecs commerciaux dans leur pays d'origine comme à l'étranger. La carrière de Slade connait un second souffle inattendu lorsque le groupe est demandé en catastrophe par le Reading Festival de 1980 pour remplacer Ozzy Osbourne, qui s'était retiré à la dernière minute. Les deux années suivantes, Slade s'intéresse à la scène heavy metal et y adapte sa musique, réussissant enfin, en 1984, une percée sur le marché américain avec les hits Run Runaway et My Oh My. Ce succès retrouvé ne durera pas. Ainsi, malgré son tube Radio Wall of Sound, classé parmi les meilleurs dans les classements britanniques en 1991, le groupe se sépare en 1992.
Deux des membres du groupe original formeront Slade II en 1996.

### Débuts (1966-1970)
En 1964, le batteur Don Powell et le guitariste Dave Hill sont membres d'un groupe des Midlands appelé « The Vendors ». Habitués des clubs, les jeunes musiciens enregistrent un EP de quatre pistes auto-produit. Au même moment, Noddy Holder joue de la guitare et chante dans le groupe Steve Brett and the Mavericks, lequel avait signé avec Columbia Records et réalisé trois singles en 1965.
Après avoir écouté les artistes de blues américains comme Sonny Boy Williamson II, John Lee Hooker et Howlin' Wolf, les Vendors décident de changer leur musique et par la même occasion leur nom. Devenus les « N'Betweens », ils gagnent en notoriété et commencent à faire les premières parties d'artistes tels que The Hollies, The Yardbirds, Georgie Fame et Spencer Davis,.
En 1965, les Mavericks et les N'Betweens partent faire des concerts en Allemagne et se rencontrent à bord du ferry. Powell et Hill proposent à Holder de rejoindre les N'Betweens, mais ce dernier décline leur offre. Plus tard, de retour dans leur ville natale, Wolverhampton, les musiciens se retrouvent et Holder accepte cette fois de rejoindre le groupe. Jim Lea, dont l'expérience musicale et les compétences de bassiste sont des atouts de taille, avait déjà été recruté. Jouant aussi du piano et du violon, il avait fait partie du l'Orchestre des jeunes du Staffordshire (Staffordshire Youth Orchestra) et avait validé un examen de pratique musicale dans une école de Londres avec la meilleure mention et les honneurs.
En 1966, cette nouvelle version des N'Betweens enregistre un 45-tours promotionnel avec le label Highland Records : une reprise de la chanson Security d'Otis Redding et Evil Witchman, une chanson originale. Plus tard, les musiciens enregistreront le single You Better Run, produit par Kim Fowley, avec Columbia Records. Selon Powell, cette chanson parviendra à atteindre les charts régionaux, bien qu'elle n'eut absolument aucun impact national.
Entre 1966 et 1967, les performances du groupe sont axées sur le style R&B des artistes de Tamla Motown, alors que le naturel de Noddy à mener un spectacle commençait à donner au groupe son orientation. En 1967, Slade enregistre la chanson Delighted to See You, qui ne sera publiée qu'en 1994, année où le titre sort sur la compilation Psychedelia at Abbey Road qui réunit différents artistes. Si le groupe n'enregistre plus pendant environ deux ans, il se construit alors une réputation respectable sur le circuit des concerts.
Un promoteur local, Roger Allen, remarque le groupe en 1969 et alerte le responsable artistique de Philips Records, Jack Baverstock. Slade passe alors une semaine à enregistrer un album au studio de Philips à Stanhope Place, après quoi Baverstock offre aux membres du groupe de signer avec Fontana Records s'ils acceptent de changer leur nom et se trouvent un manager à Londres. Après avoir hésité en raison de la notoriété déjà acquise en tant que N'Betweens, ils finissent par accepter de nommer le groupe « Ambrose Slade », un nom inspiré par la secrétaire de Baverstock, qui avait appelé son sac-à-main Ambrose et ses chaussures Slade,. Baverstock trouve un agent aux musiciens, John Gunnel, lequel avait travaillé précédemment avec l'organisateur Robert Stigwood.
Le premier album de Slade, Beginnings, sorti mi-1969, est un échec commercial, tout comme les singles Genesis et Wild Winds Are Blowing,. Alors que le groupe est en train d'enregistrer, il reçoit la visite de Gunnel et de son associé, l'ancien bassiste de The Animals, Chas Chandler. Ce dernier, impressionné par ce qu'il a entendu en studio et après avoir vu Slade en concert le jour suivant, propose de devenir leur manager. Comme Chandler s'était déjà occupé de Jimi Hendrix, ceux-ci acceptent son offre.
Chandler n'est pas très satisfait du premier album et pense que le groupe devrait profiter de sa capacité à écrire ses propres titres et changer son image. Ainsi, Slade adopte l'apparence skinhead alors en vogue. Noddy Holder et Don Powell avaient déjà l'air de durs et l'adoption du look skinhead par le groupe le fera ressortir encore davantage. En 1970, le groupe raccourcit son nom en « Slade » et sort un nouveau single, reprise de Shape of Things to Come, qui malgré une apparition dans l'émission musicale britannique Top of the Pops, échouera dans les charts. Chandler signe Slade chez Polydor Records, pensant qu'un label de plus haut niveau stimulerait les ventes.
Des paroles sont ajoutées au single Genesis, originellement instrumental, issu du premier album, qui sort ainsi intitulé « Know Who You Are ». Mais encore une fois, le single ne parviendra pas à faire quelque impression que ce soit dans les charts britanniques, tout comme l'album Play It Loud, sorti fin 1970 et produit par Chas Chandler lui-même. Toutefois, ce second album obtiendra rétrospectivement la reconnaissance du public et des critiques, devenant même disque d'argent,.

### Succès et déclin (1971-1975)

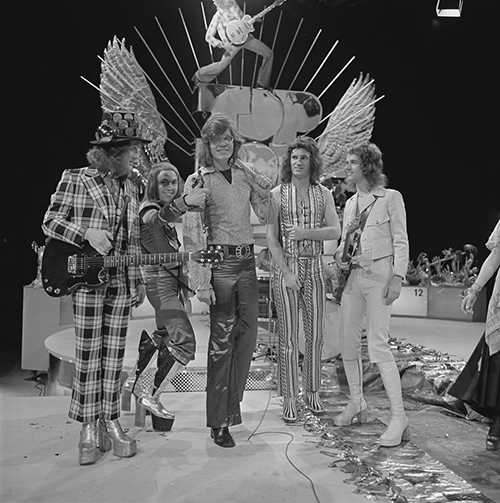
Slade en 1973.

Ils abandonnent le look skinhead lorsque le mouvement est rattaché au hooliganisme et à tout ce qu’il y a de négatif dans ce mouvement. Ils adoptent à nouveau les cheveux longs et deviennent un groupe de glam rock, produisant des chansons aux titres délibérément mal orthographiés à la manière « Black Country », lesquelles font leur succès. Ce changement de direction est payant, et, à partir de 1971, le groupe collectionne un nombre impressionnant de succès. En 1974, Slade réalise le film rock Flame, unanimement acclamé. Le critique de cinéma Mark Kermode dit qu'il s’agit là du meilleur film sur le rock de tous les temps. L’album de la bande son, qui sortira en même temps que le film, inclut le titre Far Far Away, classé au Top-5, ainsi que le tube How Does It Feel.
Avec l'avènement du punk à la fin des années 1970, le genre musical de Slade n'est plus à la mode et n'est plus programmé sur les ondes, ce qui diminue considérablement l’impact de leurs titres. Ils devront lutter pour pouvoir continuer à jouer devant un public en nombre respectable dans les clubs et universités, en attendant que le vent tourne à nouveau.
Grâce à ses seize titres classés dans le Top-20 entre 1971 et 1976, dont six premières places, Slade a montré une constance unique à figurer parmi les quarante meilleurs titres et constitue le palmarès qui se rapproche le plus des Beatles, qui comptent vingt-deux titres classés au Top-10 en une seule décennie (années 1960). Le groupe détient ainsi le record de ventes des groupes au Royaume-Uni pour les années 1970.

### Déclins et retours (1980-1990)
En août 1980, Ozzy Osbourne annule son concert à Reading au dernier moment et les Slade (qui étaient présents à titre de spectateurs, en ordre dispersé) le remplacent au pied levé. Ils seront le groupe qui rencontre le plus de succès lors de cette édition du festival, ce qui leur ouvre une nouvelle phase de succès, sans toutefois être au niveau des sommets atteints au début des années 1970.
Cette nouvelle vague de notoriété permet à Holder et Lea d'écrire et produire des chansons pour d’autres groupes. Un certain nombre d’artistes jouent ainsi leurs créations durant des années. Ils ont à nouveau des titres classés au Top-10 dans les charts britanniques en 1984 avec les singles Run Runaway et My Oh My. À la fin 1990, Holder et Lea enregistrent une reprise de Merry Xmas Everybody du groupe The Metal Gurus. Le single atteint la 55e place des charts britanniques et Holder et Lea apparaissent dans le clip officiel.
Malgré son adoption par les fans de rock plus dur, Slade se dissout officiellement en 1991 lorsque Noddy Holder quitte le groupe après 25 ans de bons et loyaux services. Si les tentatives de Slade de conquérir le marché américain se soldèrent fondamentalement par un échec, leur son ainsi que leur image influencèrent bon nombre de groupes américains, particulièrement le groupe Kiss, dont le bassiste Gene Simmons admet facilement que l’inspiration de ses premières chansons est directement tirée de l’approche de Slade quant au « bon temps ». Les fans de Slade se souviennent peut-être plus du Slade, incontestable groupe de scène, pour ses concerts unanimement acclamés par la critique, que pour la longue liste de tubes que le groupe a pourtant alignés dans les années 1970 d'abord, puis les années 1980 et jusqu'au début des années 1990.

### Post-séparation (1991-1992)
Holder devient un acteur à temps partiel. Son rôle le plus notable sera celui d’un professeur de musique des années 1970, M. Holder, dans la comédie télévisée The Grimleys, à la fin des années 1990. Dans une scène amusante, il interprète une chanson de Slade à la guitare et fait le vœu de devenir une star de la musique. Le véritable M. Holder est, bien sûr, honoré par son pays par une citation dans la Liste des Honneurs pour services rendus à la musique. On l'a vu en tant qu'invité dans un certain nombre d'émissions de télévision ainsi que dans des publicités.
Quant à Jim Lea, il étudie la psychothérapie, investit dans l’immobilier, produit un certain nombre de singles sous différents pseudonymes (Greenfields of Tong, The Dummies, The Clout, Whild, Gang of Angels) et enregistre quelques nouvelles chansons sous son propre nom, dont la plupart demeurent cependant non commercialisées.

### Nouvelle version (depuis 1993)
Hill et Powell continuent à jouer dans une nouvelle version du groupe qui a commercialisé un certain nombre d'albums et de singles, principalement en Europe, plutôt qu’au Royaume-Uni. Entre 1992 et 1997, le groupe s’appelle « Slade II », puis il reprendra son nom.
La notoriété du groupe original reste vive grâce aux comédiens Vic Reeves et Bob Mortimer, qui, avec respect, les ont pastichés dans un certain nombre de sketches de l'un de leurs shows télévisés de la fin des années 1990.

## Membres

### Formation présente
- Dave Hill : chant, guitares (1966 - aujourd'hui)
- John Berry : basse, violon, chant (2003 - aujourd'hui)
- Russell Keefe : chant, claviers (2019 - aujourd'hui)
- Alex Bines : batterie (2020)

### Anciens membres
- Noddy Holder : chant, guitares (1966 - 1992)
- Jim Lea : basse, chant (1966 - 1992)
- Don Powell : batterie (1966 - 2019)
- Steve Whalley – chant, guitares (1992 - 2005)
- Steve Makin – guitares (1992 - 2005)
- Craig Fenney – basse, chant (1992 - 1994)
- Trevor Holliday – basse, chant (1994 - 2000)
- Dave Glover – basse, chant (2000 - 2003)
- Mal McNulty – chant, guitares (2005 - 2019)

## Discographie

### Albums studio
Ambrose Slade
- 1969 - Beginnings

Slade
- 1970 - Play It Loud
- 1972 - Slayed?
- 1974 - Old New Borrowed and Blue
- 1974 - Slade in Flame (B.O.F. du film Flame)
- 1976 - Nobody's Fools
- 1977 - Whatever Happened to Slade
- 1979 - Return to Base
- 1981 - Till Deaf Do Us Part
- 1983 - The Amazing Kamikaze Syndrome
- 1984 - Keep Your Hands Off My Power Supply (Version US du précédent, avec pochette différente et contenu légèrement modifié)
- 1985 - Rogues Gallery
- 1987 - You Boyz Make Big Noize

### Compilations sélectives / Live
- 1972 - The Best of Slade (Compilation)
- 1972 - Slade Alive! (Live)
- 1973 - Sladest (Compilation)
- 1978 - Slade Alive, Vol. 2 (Live)
- 1981 - We'll Bring the House Down (Compilation)
- 1982 - Slade on Stage (Live)
- 1984 - Slade Greats (Compilation)
- 1985 - Crackers (The Christmas party album) (Compilation)
- 1991 - The Slade Collection 81-87 (Compilation)
- 1991 - Wall of Hits (Compilation)
- 1993 - The Slade Collection 79-87 - Vol.2 (Compilation)
- 1997 - Feel The Noize - Slade Greatest Hits (Compilation 21 Classic Hits)
- 2022 - All the World is a Stage (Compilation Live)